# ダニエル・イェンセン
ダニエル・モンベウ・イェンセン （Daniel Monberg Jensen, 1979年6月25日 - ）は、デンマーク・コペンハーゲン出身の元同国代表サッカー選手。現役時代のポジションはMF（センターハーフ）。
同じく元サッカー選手のニクラス・イェンセンの弟であり、兄弟揃って代表入りしている。

## 経歴
ユース時代はB.93に所属し、1998年にオランダのSCヘーレンフェーンに加入。2003-2004シーズンにプリメーラ・ディビシオンに昇格したばかりのレアル・ムルシアに加入するものの、チームは2部に降格し、わずか1年で退団。2004-05シーズンからドイツのヴェルダー・ブレーメンに加入。2006年のDFLリーガポカール制覇と2009年のDFBポカール制覇に貢献したものの、トルステン・フリンクス、ティム・ボロウスキといった重鎮からポジションを奪えず、ブレーメンではベンチで過ごす時間が長かった。
半年間の浪人期間を経て、2012年1月にイタリアのノヴァーラ・カルチョへ1年半の契約で移籍。しかし、同年11月2日に契約を解除することが発表された。
2013年1月30日、FCコペンハーゲンに加入し母国へ復帰。半年後に同クラブを退団しフリーとなったが、同年9月22日にスナユスケ・フッボルトと契約を結んだ。2015-16シーズンにはリンビーBKでプレーし、シーズン終了後に現役を引退することを表明した。

## 代表歴

### 出場大会
- デンマーク代表
  - 2010 FIFAワールドカップ

### 試合数
- 国際Aマッチ 52試合 3得点（2002年-2010年）[6]

| デンマーク代表 | 国際Aマッチ | 国際Aマッチ |
| 年             | 出場        | 得点        |
| -------------- | ----------- | ----------- |
| 2002           | 1           | 0           |
| 2003           | 1           | 0           |
| 2004           | 9           | 0           |
| 2005           | 6           | 0           |
| 2006           | 8           | 1           |
| 2007           | 10          | 1           |
| 2008           | 5           | 1           |
| 2009           | 6           | 0           |
| 2010           | 6           | 0           |
| 通算           | 52          | 3           |

## タイトル
ブレーメン
- DFLリーガポカール : 2006
- DFBポカール : 2008-09

コペンハーゲン
- デンマーク・スーペルリーガ : 2012-13